# Božica Gregurić
Božica Gregurić (rođena Palčić, 8. prosinca 1971.), bivša hrvatska rukometašica i članica Podravke iz Koprivnice. Bila je i članica Hrvatske rukometne reprezentacije. U Ligi prvakinja i Kupu prvakinja za Podravku je odigrala 106 utakmicu i postigla 142 gola.
Doprvakinja je Mediterana 1997.